# Coryllis des Bismarck
Loriculus tener
Espèce
Statut de conservation UICN

 NT  : Quasi menacé
Statut CITES
Le Coryllis des Bismarck ou loricule des Bismarck (Loriculus tener) est une espèce de psittacidés endémique de l'archipel des Bismarck, en Papouasie-Nouvelle-Guinée.

## Histoire de l'espèce
Cet oiseau auparavant considéré comme une sous-espèce du coryllis à front orange est maintenant tenu pour une espèce à part entière (Loriculus tener P. L. Sclater, 1871 : voir classification et type scientifique).

## Aire de répartition
Endémique des îles de Nouvelle-Hanovre, Nouvelle-Irlande, du Duc d'York et de Nouvelle-Bretagne (archipel Bismarck, Papouasie-Nouvelle-Guinée).